# 툴테펙

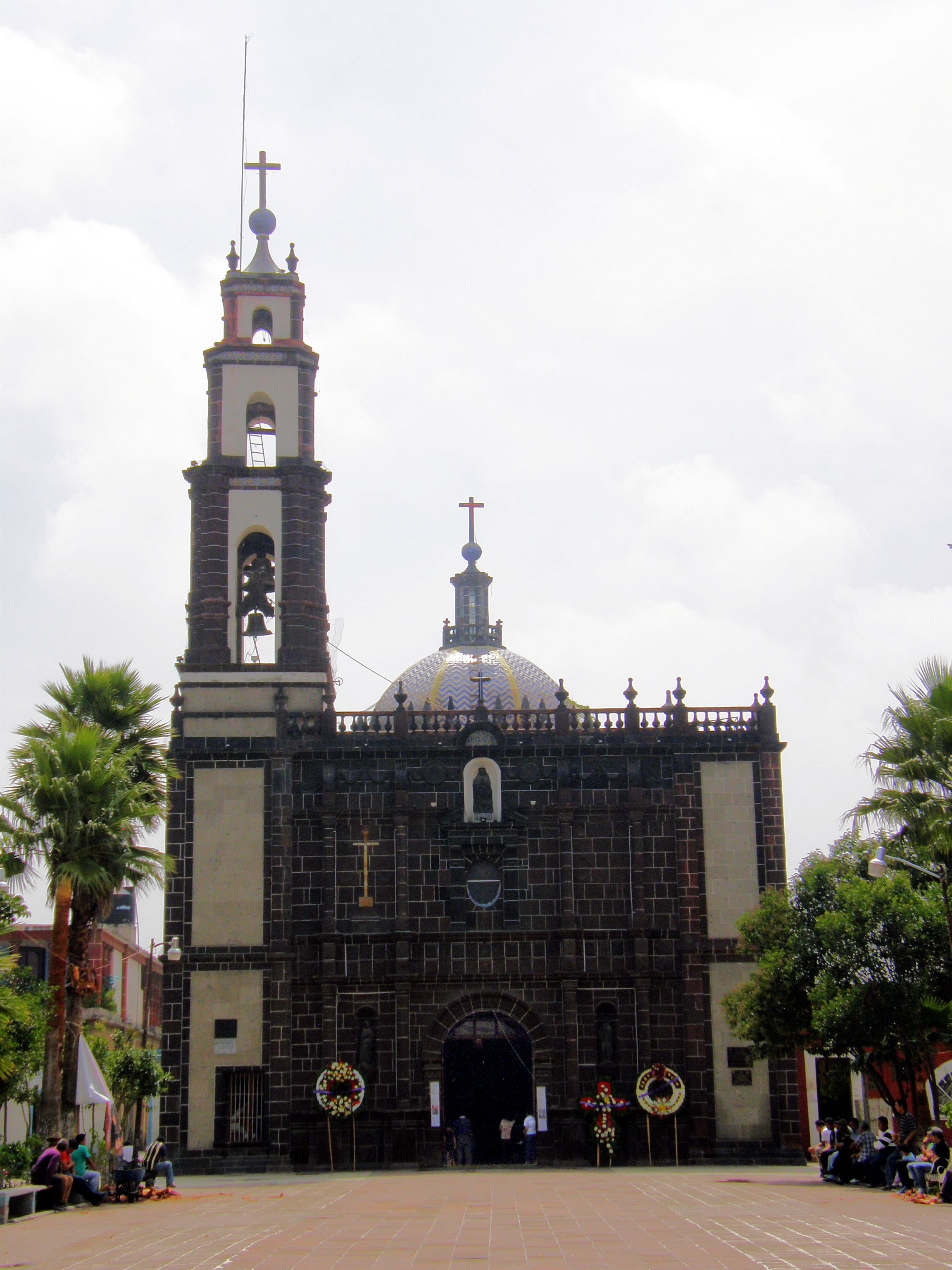

툴테펙(스페인어: Tultepec)은 멕시코 멕시코주의 도시이다. 2005년 기준으로 시의 인구는 57,586명이며, 지자체 전체의 인구는 110,145명이다.